# Already (Not yetのアルバム)
『already』（オールレディ）は、日本の女性アイドルグループAKB48の派生ユニット・Not yetの1作目のアルバム。2014年4月23日に、日本コロムビアから発売された。

## 背景とリリース
AKB48の派生ユニットとしては、Chocolove from AKB48の『Dessert』、渡り廊下走り隊の『廊下は走るな!』・『渡り廊下をゆっくり歩きたい』、ノースリーブスの『ノースリーブス』に続く4組目の5作目のアルバムとなる。アルバムタイトル「already」には、「まだまだ（Not yetの訳）だと思っていた少女たちは、いつのまにか成長して、機は熟したと思った。」と秋元康の想いが込められている。
アルバムは3種の通常盤（それぞれType-A、B、Cと区別されている）、初回生産限定の「Type-D」の4種類がリリースされた。3種の通常盤はCDの形態で、Type-AおよびType-Bにはそれぞれ収録内容の異なるDVDが付属している。また、3種とも初回プレス分はカラートレイになっている。Type-Dはデジタルオーディオプレイヤーである「PLAYBUTTON」の形態で発売されている。ジャケットおよびパッケージのデザインは4種すべて異なっている。特典として、3種の通常盤の初回プレス分にはコネクティングカード（イベント参加応募券）が封入されている。
アルバムの収録楽曲は、形態によって異なっている。曲数は通常盤Type-Aおよび同Type-Bが17曲、同Type-Cが16曲、Type-Dが9曲となっている。トラック1から9は全形態共通であり、トラック5まではNot yetがこれまでにリリースした5作のシングル曲が順に収録されている。トラック6から9はシングルのカップリング曲としてリリースされた楽曲である。トラック10から16は3種の通常盤のみに存在する。トラック10から15はすべてシングルのカップリング曲としてリリースされた楽曲であり、この6トラックの収録曲は3形態それぞれで異なっており重複はない。トラック16は3形態とも共通で、新曲「世界の風を僕らは受けて」が収録されている。トラック17は通常盤Type-Aおよび同Type-Bに存在し、それぞれ異なる新曲が収録されている。全形態をあわせた収録曲数は30曲である。

## イベント
アルバムの発売を記念したライブイベントが、5月10日に東京・有明コロシアムにて行われた。イベントへはType-A〜Cの初回プレス分に封入される応募券の抽選で当選した人のみが参加できた。

## チャート成績
『already』は、2014年5月5日付オリコン週間アルバムチャートにおいて初登場で1位にランクインした。Not yetはシングルチャートで4作が1位を獲得しており、これと合わせると通算5作目の1位獲得となった。女性グループからの派生ユニットによる通算5作の1位獲得は、おニャン子クラブの派生ユニットであるうしろゆびさされ組が1987年3月2日付で達成して以来約27年2か月ぶりである。初動売上は約6.8万枚となった。

## 収録トラック

### 通常盤Type-A
| #   | タイトル                   | 作詞     | 作曲         | 編曲               |
| --- | -------------------------- | -------- | ------------ | ------------------ |
| 1.  | 「週末Not yet」            | 秋元康   | 安部純       | 鈴木大輔、斎藤悠弥 |
| 2.  | 「波乗りかき氷」           | 秋元康   | YUMA         | 野中“まさ”雄一     |
| 3.  | 「ペラペラペラオ」         | 秋元康   | 板垣祐介     | 板垣祐介           |
| 4.  | 「西瓜BABY」               | 秋元康   | 上田晃司     | 野中“まさ”雄一     |
| 5.  | 「ヒリヒリの花」           | 秋元康   | 高田暁       | 野中“まさ”雄一     |
| 6.  | 「ひらひら」               | 秋元康   | 五戸力       | 野中“まさ”雄一     |
| 7.  | 「ハグ友」                 | 秋元康   | 伊藤心太郎   | 伊藤心太郎         |
| 8.  | 「海鳴りよ」               | 秋元康   | 川浦正大     | 若田部誠           |
| 9.  | 「次のピアス」             | 秋元康   | 川島有真     | 板垣祐介           |
| 10. | 「味方」                   | 秋元康   | 角野寿和     | division L         |
| 11. | 「元カレが結婚するとき」   | 秋元康   | すみだしんや | 前嶋康明           |
| 12. | 「希望の花」               | 秋元康   | 小内喜文     | 野中“まさ”雄一     |
| 13. | 「爆発プロフェッサー」     | 秋元康   | 加藤大和     | 佐々木裕           |
| 14. | 「guilty love」            | 北原里英 | 平義隆       | 野中“まさ”雄一     |
| 15. | 「May」(横山由依)          | 秋元康   | 松尾清憲     | 武藤星児           |
| 16. | 「世界の風を僕らは受けて」 | 秋元康   | 丸谷マナブ   | 生田真心           |
| 17. | 「Already」                | 秋元康   | GRAVITY      | 若田部誠           |

| #  | タイトル                                            | 作詞 | 作曲・編曲 |
| -- | --------------------------------------------------- | ---- | ---------- |
| 1. | 「「世界の風を僕らは受けて」Music Clip」            |      |            |
| 2. | 「Not yetによる、Not yet的な、Not yetのココがイイ」 |      |            |
| 3. | 「Not yet インタビュー〜それぞれの想い〜」          |      |            |
| 4. | 「「ヒリヒリの花」プレミアムイベント」              |      |            |

### 通常盤Type-B
| 全作詞: 秋元康。 |                                                                      |        |              |                    |
| #                | タイトル                                                             | 作詞   | 作曲         | 編曲               |
| 1.               | 「週末Not yet」                                                      | 秋元康 | 安部純       | 鈴木大輔、斎藤悠弥 |
| 2.               | 「波乗りかき氷」                                                     | 秋元康 | YUMA         | 野中“まさ”雄一     |
| 3.               | 「ペラペラペラオ」                                                   | 秋元康 | 板垣祐介     | 板垣祐介           |
| 4.               | 「西瓜BABY」                                                         | 秋元康 | 上田晃司     | 野中“まさ”雄一     |
| 5.               | 「ヒリヒリの花」                                                     | 秋元康 | 高田暁       | 野中“まさ”雄一     |
| 6.               | 「ひらひら」                                                         | 秋元康 | 五戸力       | 野中“まさ”雄一     |
| 7.               | 「ハグ友」                                                           | 秋元康 | 伊藤心太郎   | 伊藤心太郎         |
| 8.               | 「海鳴りよ」                                                         | 秋元康 | 川浦正大     | 若田部誠           |
| 9.               | 「次のピアス」                                                       | 秋元康 | 川島有真     | 板垣祐介           |
| 10.              | 「不毛な夜」                                                         | 秋元康 | 春行         | 野中“まさ”雄一     |
| 11.              | 「笑うがいい」                                                       | 秋元康 | 重永亮介     | ジョーダン1        |
| 12.              | 「ギリシャの貨物船」                                                 | 秋元康 | 渡辺翔       | 板垣祐介           |
| 13.              | 「もしも、手を繋いでいたら」                                         | 秋元康 | 吉木絵里子   | 野中“まさ”雄一     |
| 14.              | 「見えない空はいつでも青い」(Yui Yokoyama with friends (from AKB48)) | 秋元康 | 福田貴訓     | 板垣祐介           |
| 15.              | 「僕たちのオフショア」                                               | 秋元康 | つじたかひろ | 野中“まさ”雄一     |
| 16.              | 「世界の風を僕らは受けて」                                           | 秋元康 | 丸谷マナブ   | 生田真心           |
| 17.              | 「あれからアールグレイを飲んでいない」                               | 秋元康 | 中谷あつこ   | 中谷泰啓           |

| #  | タイトル                                       | 作詞 | 作曲・編曲 |
| -- | ---------------------------------------------- | ---- | ---------- |
| 1. | 「「世界の風を僕らは受けて」完全版」           |      |            |
| 2. | 「「世界の風を僕らは受けて」メイキング」       |      |            |
| 3. | 「Not yetパフォーマンスアーカイブス2011-2012」 |      |            |

### 通常盤Type-C
| 全作詞: 秋元康。 |                                         |        |                |                    |
| #                | タイトル                                | 作詞   | 作曲           | 編曲               |
| 1.               | 「週末Not yet」                         | 秋元康 | 安部純         | 鈴木大輔、斎藤悠弥 |
| 2.               | 「波乗りかき氷」                        | 秋元康 | YUMA           | 野中“まさ”雄一     |
| 3.               | 「ペラペラペラオ」                      | 秋元康 | 板垣祐介       | 板垣祐介           |
| 4.               | 「西瓜BABY」                            | 秋元康 | 上田晃司       | 野中“まさ”雄一     |
| 5.               | 「ヒリヒリの花」                        | 秋元康 | 高田暁         | 野中“まさ”雄一     |
| 6.               | 「ひらひら」                            | 秋元康 | 五戸力         | 野中“まさ”雄一     |
| 7.               | 「ハグ友」                              | 秋元康 | 伊藤心太郎     | 伊藤心太郎         |
| 8.               | 「海鳴りよ」                            | 秋元康 | 川浦正大       | 若田部誠           |
| 9.               | 「次のピアス」                          | 秋元康 | 川島有真       | 板垣祐介           |
| 10.              | 「素直になりたい」                      | 秋元康 | 若田部誠       | 若田部誠           |
| 11.              | 「風車が見える街」                      | 秋元康 | 五戸力         | 田辺恵二           |
| 12.              | 「ささやかな僕の抵抗」                  | 秋元康 | 木村有希       | 増田武史           |
| 13.              | 「フェルメールの手紙」                  | 秋元康 | 野中“まさ”雄一 | 野中“まさ”雄一     |
| 14.              | 「泣きながら微笑んで (Not yet ver.)」   | 秋元康 | 井上ヨシマサ   | 井上ヨシマサ       |
| 15.              | 「アイサレルトイウコト (Not yet ver.)」 | 秋元康 | 山崎燿         | 松浦晃久           |
| 16.              | 「世界の風を僕らは受けて」              | 秋元康 | 丸谷マナブ     | 生田真心           |

### Type-D
| 全作詞: 秋元康。 |                    |        |            |                    |
| #                | タイトル           | 作詞   | 作曲       | 編曲               |
| 1.               | 「週末Not yet」    | 秋元康 | 安部純     | 鈴木大輔、斎藤悠弥 |
| 2.               | 「波乗りかき氷」   | 秋元康 | YUMA       | 野中“まさ”雄一     |
| 3.               | 「ペラペラペラオ」 | 秋元康 | 板垣祐介   | 板垣祐介           |
| 4.               | 「西瓜BABY」       | 秋元康 | 上田晃司   | 野中“まさ”雄一     |
| 5.               | 「ヒリヒリの花」   | 秋元康 | 高田暁     | 野中“まさ”雄一     |
| 6.               | 「ひらひら」       | 秋元康 | 五戸力     | 野中“まさ”雄一     |
| 7.               | 「ハグ友」         | 秋元康 | 伊藤心太郎 | 伊藤心太郎         |
| 8.               | 「海鳴りよ」       | 秋元康 | 川浦正大   | 若田部誠           |
| 9.               | 「次のピアス」     | 秋元康 | 川島有真   | 板垣祐介           |